# コンシステンシー (土質)
コンシステンシー（consistency）とは、地層・土が含水比によって液状から固体状にまで変化する性質のこと。

## 概要
細粒の沖積土が生成されるときには、まず水流の中に懸濁している土粒子が沈殿し、ついでにこの中の水分が圧密などの作用をうけて徐々に排除されて固化してゆく。沈殿した直後の土は、土粒子の間隙の中に多量の水分を含有するので、液体のように流動性を示すが、含水量が減少するに伴って、土は粘性を増し、塑性を帯びる。
さらに含水量が減少すると半固体の状態を経て固体状になり、一般に強度が大きくなる。細粒土の流動や変形に対する抵抗の大小を土のコンシステンシーという。細粒土の含水量が変化するのに伴い、土のコンシステンシーだけでなく、その体積も変化する。

## コンシステンシーによる分類
土質基礎として区分されるものは種々の粒度の土砂からなり、地質図には主に第四紀層（洪積層・沖積層）として取り扱われている部分で、現在の河川の流域、低地、台地などに分布するものである。これは現在人類の生活と密接な関係があり、都市の発達、耕地および工場の設置されるところである。しかし一般地質においては十分研究されていないが、応用地学、または土壌学、工学的の分野からみればそれぞれ異なった取扱いがなされる。
土を工学的な材料として利用する分野ごとに分類表が作られるようになったが、その最も古いものが道路技術者が始めた道路材料としての分類方式であり、その後飛行場滑走路建設用、盛土やアースダム用土用など広く用いられるものができ、また一方では土を材料として取り扱うのではなく、建造物の基礎地盤土としての性質を考える分類表なども提案された。土を工学的に分類するためには、土は材料的に取り出したものとして考える場合と、地盤土として考える場合を区別するべきである。
土を手にとった場合、まず考えられるのは粒度である。砂、粘土、というのは最初の見た感じと手触りからである。土は粒度さえはっきりすればその性質が推定でき、分類は簡単にできるという考え方があった。粗粒度はその通りであるが、細粒土はきわめて類似して土が全く異なる性質と強さを示すことが明らかにされ、土のコンシステンシーを粒度と同時に考慮することが必要である。

### 土の工学的分類
土を材料として用いる場合の適否や透水性、変形、強度などの工学的性質を推定するには、土を固有の性質により分類し、誰もが共通の認識をもてるようになる必要がある。また、同じ土を手順どおりに分類すれば、誰が分類しても同じ名称がつくことも重要である。これを土の工学的分類といい、主に粒度とコンシステンシー限界を用いて種々の方法が提案されている。ここでは、日本の土に適用できるように定められた日本統一分類法を紹介する。

### 日本統一土質分類法
統一分類法と呼ばれる分類方法は、はじめアメリカにおいて飛行場の建設のために行われ、AC法（Airfield Classification System）と呼ばれていたものであるが、飛行場や道路以外にも広く適用できるように1942年にキャサグランドがこの分類法を公にしてから用いられているものである。1952年にアメリカ開拓局とアメリカ陸軍技術部とがこの分類法を統一して採用したので、それ以来、土質分類と呼ばれている。日本ではこの方法にならって土の種類を二つのローマ文字で表し、その第1字は土の型を、また第2字はさらに細かい分類を示す方法がとられている。それぞれの文字を表現する意味粗粒度は、粒度試験の結果によって分類できるが、細粒土は粒度とコンシステンシー限界によって分類する。
土質工学会は、土質工学的な目的のために土を分類する方法の基準として、1973年に日本統一土質分類法を提案した。この方法は、前述の統一土質分類法を基にして、日本の実情に適合するように修正したものである。

## コンシステンシー限界
含水比の減少に伴い、液体から塑性体、さらに半固体の状態を経て固体へと至る。液体と塑性体の境界を液性限界 (Liquid Limit; LL)、塑性体と半固体の境界を塑性限界 (Plastic Limit; PL)、半固体と固体の境界を収縮限界 (Shrinkage Limit; SL) と呼ぶ。
これらの境界の含水比を総称してコンシステンシー限界という。または、試験法の確立に功績のあった人の名をとって、アッターベルグ限界とよぶこともある。
コンシステンシー限界において土が急激な変化をするわけではない。たとえば、液性限界において、土が急激に液体状に変化するわけではない。一つの目安として定められた基準である。

### 細粒土とコンシステンシー限界
細粒の沖積土が生成されるときには、まず水流の中に懸濁している土粒子が沈殿し、ついでにこの中の水分が圧密などの作用を受けて徐序に排除され、固化してゆく。沈殿した直後の土は、土粒子の間隙の中に多量の水分を含有するので流動性を示すが、含水量が減少するのに伴って、土は粘性を増し、塑性を帯びる。さらに含水量が減少すると、半固体の状態を経て固体状になり、一般に強度が大きくなる。このような性質の変化は、細粒土の流動や変形に対する抵抗の大小を土のコンシステンシーと呼んでいる。
細粒土の含水量が変化するのに伴い、土のコンシステンシーだけではなく、その体積も変化する。すなわち、土の含水量が多く、液状であるときは、土の体積は最も大きいが、含水量が減少し塑性状になり、さらに半固体状になるにつれて、土の体積はしだいに減少する。しかし、さらに含水量が減り、土が固体状になると、それ以上含水量が減っても、体積の減少は見られなくなる。
このように、非常に湿った細粒土が乾燥して行く間に、経過する四つの過程、すなわち液体・塑性体・半固体・固体のそれぞれの状態の移り変わる境界に相当する含水比をコンシステンシー限界という。